# Kaufhausstudie
Die Kaufhausstudie wurde 1966 in New York von dem amerikanischen Soziolinguisten William Labov durchgeführt, und ist eines seiner bekanntesten Experimente.
Zu dieser Zeit gab es in der Stadt zwei Arten, das /r/ nach einem Vokal auszusprechen:
- als stummes r ersetzt durch Vokaldehnung, wie etwa in [ka:]
- gespannt, wie etwa in [kaʴ]

Labov wollte herausfinden, wie verschiedene soziale Schichten das /r/ artikulierten.
Dazu schickte er seine Studenten in drei Kaufhäuser von unterschiedlichem Statusrang: Das Saks (damals höchster Status), das  Macy’s (damals mittlerer Status) und das Kaufhaus S. Klein (damals niedrigster Status).
In dem Wissen, dass sich z. B. die Spielzeugabteilung im 4. Stockwerk befand, fragten die Studenten Verkäuferinnen: „Excuse me, where are the toys?“ („Entschuldigen Sie, wo finde ich Spielzeug?“). Die Antwort lautet „Fourth floor“ („4. Stock“). Als hätten sie nicht richtig verstanden, fragten die Studenten noch einmal nach und erhielten dieselbe Antwort, diesmal allerdings deutlicher.
Labov bekam damit für seine Studie jeweils ein /r/ im Wortinneren bei fourth, am Wortende in floor und beides einmal eher unachtsam und einmal genau artikuliert.
Nach Auswertung der insgesamt 264 Antworten stellte Labov fest, dass die Aussprache je nach sozialer Schicht variierte. Das gespannte /r/ wurden in den statushöheren Kaufhäusern öfter gesprochen. Außerdem bemerkte er, dass alle Schichten das gespannte /r/ am Wortende häufiger artikulierten als im Wortinneren. Daneben fiel auf, dass vor allem die Angestellten des mittleren Kaufhauses das /r/ bei der zweiten Antwort besonders korrekt aussprachen, ein Phänomen, das er als Hyperkorrektur bezeichnete.